# فاندا جذابة
فاندا جذابة (الاسم العلمي:Vanda amoena) هي نوع هجين من النباتات تتبع جنس الفاندا من الفصيلة السحلبية.